# Rękawiec
Rękawiec – wieś w Polsce położona w województwie łódzkim, w powiecie tomaszowskim, w gminie Budziszewice.
W latach 1975–1998 miejscowość administracyjnie należała do województwa piotrkowskiego.